# Ryssby distrikt, Kronobergs län
Ryssby distrikt är ett distrikt i Ljungby kommun och Kronobergs län. Distriktet ligger öster om Ljungby. 

## Tidigare administrativ tillhörighet
Distriktet inrättades 2016 och utgörs av socknen Ryssby i Ljungby kommun.
Området motsvarar den omfattning Ryssby församling hade 1999/2000.